# Kenneth W. Robinson
Kenneth W. Robinson (* 1925 in San Diego; † 1979 ebenda) war ein US-amerikanischer Physiker, der sich mit Teilchenbeschleunigern beschäftigte.
Robinson studierte am Caltech, wo er 1948 seinen Masterabschluss machte. 1948 bis 1952 war er Forschungsingenieur bei RCA Laboratories, wo er an Szintillationszählern, Transistoren und Farbfernsehtechnik arbeitete. 1955 wurde er an der Princeton University promoviert. Ab 1955 war er einer der Hauptarchitekten (mit Thomas L. Collins) des Cambridge Electron Accelerator (CEA) von Harvard University und Massachusetts Institute of Technology unter Leitung von M. Stanley Livingston (die Maschine war ein 6 GeV Elektronen-Speicherring und operierte von 1962 bis 1974). Dort entwickelte er mit Gustav-Adolf Voss die Technik der low beta insertion zur Strahlfokussierung in Speicherringen. Von Natur aus zurückhaltend war er ein Einzelgänger, war aber unter seinen Kollegen sehr angesehen und galt als sehr innovativ.
Nach der Schließung des CEA 1974 zog er nach San Diego und starb wenige Jahre später in seiner Wohnung an einem Herzanfall.
Er soll unabhängig von John Madey das Konzept des Freien Elektronenlasers erfunden haben, veröffentlichte dies aber nicht. In einem Aufsatz von 1958 behandelte er die Strahlungsdämpfung in einem Kreisbeschleuniger (Robinsons Theorem ist dort nach ihm benannt, eine Gleichung zwischen den verschiedenen Zeitkonstanten im Strahlungsdämpfungsproblem bei einem Kreisbeschleuniger).